# Marc-Antoine Charpentier

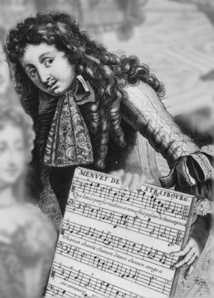
„Monsieur Charpentier“ aus Pierre Landrys Almanach Royale (1682);
vermutlich Marc-Antoine Charpentier

Marc-Antoine Charpentier [maʁk ɑ̃ˈtwan ʃaʁpɑ̃ˈtje] (* um 1643 in Paris; † 24. Februar 1704 ebenda) war ein französischer Komponist zur Zeit Ludwigs XIV. Eines seiner bekanntesten Werke ist das Hauptthema aus dem Präludium seines Te Deum, das heute als Fanfare bei Fernseh-Übertragungen im Rahmen der Eurovision verwendet wird.

## Leben

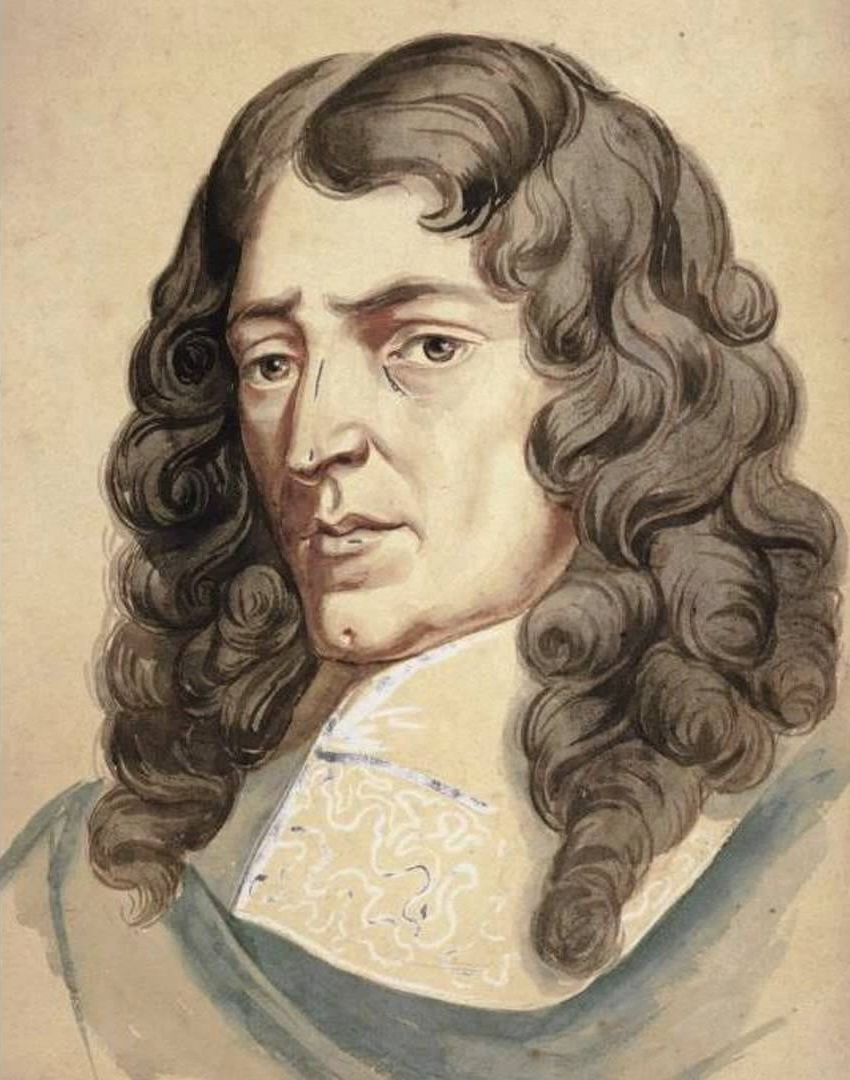
Neuentdecktes Porträt, das angeblich Charpentier darstellen könnte (Fälschung bisher noch nicht ausgeschlossen, Papier um 1750)

Sein Vater und sein Großvater waren hohe Beamte am französischen Hof und beim Parlement de Paris, so dass eine Karriere als Künstler ein ungewöhnlicher Weg für Charpentier war. Doch angezogen von italienischen Bildern, reiste er 1665 nach Rom, um dort Malerei zu studieren. Er kam in Kontakt mit Giacomo Carissimi, dem damals berühmtesten römischen Komponisten, und wurde dessen Schüler.
1670 erhielt er eine Anstellung bei Marie de Lorraine (1615–1688), genannt Mademoiselle de Guise, die an ihrem Hof ein berühmtes Musiker- und Sängerensemble unterhielt. 1672 folgte er der Bitte von Molière, die Stelle von Jean-Baptiste Lully zu übernehmen, um den musikalischen Teil seiner Ballett-Komödien am théatre français zu gestalten.
Nach dem Tode der Mademoiselle de Guise 1688 erhielt Charpentier eine Anstellung bei den Jesuiten als maître de chapelle (Kapellmeister) an der Kirche Saint Louis und dem Kolleg Louis-le-Grand. Trotz seiner Bemühungen erhielt Charpentier keine Anstellung beim König, wurde jedoch oft mit Aufträgen bedacht. 1698 erhielt er eine feste Anstellung als Musiklehrer der Kinder der Sainte Chapelle mit herrschaftlicher Wohnung innerhalb des Palastes. Außerdem hatte er zu allen feierlichen Anlässen Musiken zu komponieren.

## Tonartenschema „Énergie des modes“
Charpentier ordnete in seiner Musik die verschiedenen Tonarten jeweils bestimmten Charakteristiken oder Stimmungen zu, die er mit dem Begriff „Énergie des modes“ bezeichnete.
| Tonart  | Original                      | Übersetzung                    |
| ------- | ----------------------------- | ------------------------------ |
| C-Dur   | gai & guerrier                | lustig und kriegerisch         |
| c-Moll  | obscur & triste               | dunkel und traurig             |
| D-Dur   | joyeux & très guerrier        | fröhlich und sehr kriegerisch  |
| d-Moll  | grave & dévot                 | ernst und fromm                |
| E-Dur   | cruel & dur                   | grausam und hart               |
| e-Moll  | horrible & affreux            | grauenhaft und schrecklich     |
| Es-Dur  | querelleux & criard           | streitlustig und schreiend     |
| es-Moll | efféminé, amoureux & plaintif | weibisch, verliebt und klagend |
| F-Dur   | furieux & emporté             | wütend und aufbrausend         |
| f-Moll  | obscur & plaintif             | düster und klagend             |
| G-Dur   | doucement joyeux              | behutsam fröhlich              |
| g-Moll  | sérieux & magnifique          | ernst und prunkvoll            |
| A-Dur   | joyeux & champêtre            | fröhlich und ländlich          |
| a-Moll  | tendre & plaintif             | zärtlich und klagend           |
| B-Dur   | magnifique & joyeux           | prunkvoll und fröhlich         |
| b-Moll  | obscur & terrible             | düster und schrecklich         |
| H-Dur   | dur & plaintif                | hart und klagend               |
| h-Moll  | solitaire & mélancolique      | einsam und schwermütig         |

## Musik
Wegen Charpentiers Sorgfalt, alle Kopien seiner Werke binden und datieren zu lassen, sind der Nachwelt mehr als drei Viertel seines Œuvres erhalten geblieben. Sein Erbe umfasst 28 handschriftliche Bände mit rund 550 Werken, die im Hitchcock-Verzeichnis (Kürzel: H) katalogisiert sind.
Charpentier führte das lateinische Oratorium in Frankreich ein. Die großformatige Kirchenmusik am Versailler Hof mit ihren Grand Motets wirkte entscheidend auf diese ähnlich besetzten Werke ein, andererseits finden sich Einflüsse der Oper etwa in dem Prélude, das den zweiten Teil von Judicium Salomonis (1702) wie eine Schlummerszene eröffnet. Die Kombination von italienischem und französischem Stil betrifft Rezitativ und Arie, Charpentier räumte jedoch vor allem dem Chor eine bedeutende Rolle ein. Die chorische Satzweise ist bei Charpentier vielfältiger als bei seinem Lehrer Carissimi, es finden sich reiner und modifizierter A-cappella-Stil, Konzertieren mit mehreren Chören, mit Solo und Chor oder mit Instrumentengruppen. Seine 34 Werke dieser Gattung vereinigen dramatische Kontraste mit der Verlebendigung von Textdetails.
Charpentiers erste Theatermusik, die Intermedien zu Molières Le malade imaginaire (Der eingebildete Kranke; H.495, 495a, 495b) von 1673, bietet einen pastoralen Prolog mit Arien, Chor und Tänzen, wie es später bei Lully üblich werden sollte, ferner Possen, Galanterien und Parodien. Die machtvolle Position Lullys mit „unvergleichliche[n] Privilegien und Hofämter[n]“ bekam auch der hervorragende Komponist Charpentier zu spüren: Wegen Lullys Privileg, das alle Theateraufführungen mit mehr als zwei Singstimmen und sechs Streichinstrumenten untersagte, musste Charpentier die humorvolle Komposition umarbeiten. Nach Molières Tod komponierte er die Zwischenmusiken zu Circé (H.496; 1675) von Thomas Corneille und zu Andromède (H.504; 1682) von Pierre Corneille, einer tragédie à machines. Insgesamt ist Musik von Charpentier zu 30 Bühnenwerken vorhanden.
Einschränkungen der Musikerzahl für Operndarbietungen fielen nach Lullys Tod 1687 fort, sodass Charpentiers Tragédie lyrique Médée (H.491) 1693 an der Oper zur Aufführung gelangen konnte. Außergewöhnlich ist die Charakterisierung der verschiedenen Persönlichkeiten der Heldin als Geliebte, Mutter, eifersüchtige Ehefrau, sowie wütende und bösartige Zauberin. Der italienische Vokalismus ist mit präziser französischer Deklamation verbunden, Ariosi nehmen einen Platz zwischen Arie und Rezitativ ein. In den Tänzen sind die Mittelstimmen sorgfältig ausgebildet. Die Harmonik bietet scharfe Chromatik und evokative Dissonanzen. Diese Neuerungen gegenüber Lullys Musik bedingte eine Ablehnung bei den Anhängern Lullys und das rasche Verschwinden der Oper aus dem Repertoire.
Charpentier ist der einzige französische Komponist des Barock mit nennenswerten Beiträgen zur konzertierenden Messe. Er schuf neun Vertonungen des Ordinariums, die höchst unterschiedlich gestaltet sind: Die Messe pour le Port Royal (H.5) folgt im Gegensatz zu anderen, mehrchörigen Werken dem Gestaltungsmittel der Monodie. Die Messe de minuit pour Noël (H.9) bietet populäre Weihnachtslieder. Typisch für Charpentier sind instrumentale Einschübe und die Integration von Sätzen, die nicht zum Ordinarium gehören.
Über 400 Werke verschiedener Textgattungen können der Gattung Motette zugeordnet werden. Am bekanntesten davon wurde das Te Deum (H.146), dessen Beginn als Sendezeichen der Eurovision dient. Die pathetische Wendung der majestätischen Eröffnungsmelodie ähnelt einer Opernarie Lullys.

## Werke (Auswahl)

### Opern
- Les amours d’Acis et de Galatée (1678, Musik verloren) (Jean de La Fontaine)
- Les arts florissants, Idylle en musique H.487 (1685)
- La descente d’Orphée aux enfers H.488 (1686–1687)
- Jugement de Pan (Das Urteil des Pan) H.479 (1675)
- Philomèle (Musik verloren)
- Médée H.491 (1693–1694, Paris)
- David et Jonathas H.490 (1688)
- Celse martyr (1687, Musik verloren)

### Pastoralen
- Actéon H.481 (1684)
- La couronne de fleurs H.486 (Der Blumenkranz) (1685)
- La fête de rueil H.485 (1685)
- Il faut rire et chanter: dispute de bergers (Disput der Schäfer. Man soll lachen und singen) H.484 (1685)
- Le retour de printemps (Die Rückkehr des Frühlings) (Musik verloren)
- Petite pastorale H.479 (1675)
- Amor vince ogni cosa H.492 (?)
- Cupido perfido dentr’al mio cor H.493 (?)
- Les plaisirs de Versailles H.480 (Die Freuden von Versailles) (1680)

### Schauspielmusik
- Circé, H.496 (1675), zu einer Tragödie von Thomas Corneille
- Andromède, H.504 (1682), zu einer Tragödie von Pierre Corneille

### Komödien
- Idylle sur le retour de la santé du roi (Die Freude über die Genesung des Königs) H.489 (1686–1687)
- L’inconnu (Der Unbekannte) (1675, Musik verloren) (Thomas Corneille & Donneau de Visé)
- Les amours de Vénus et Adonis, H.507 (1685)

### Ballett-Komödien für Molières Werke
- La comtesse d’Escarbagnas  H.494i (1672)
- Le mariage forcé (Die Zwangsheirat) H.494ii (1672)
- Le médecin malgré lui (Der Arzt wider Willen) (1672, Musik verloren)
- Les fâcheux (Die Lästigen) (1672, Musik verloren)
- Le malade imaginaire (Der eingebildete Kranke) H.495, H.495a, H.495b (1672)
- Le Sicilien (Der Sizilianer) H.497 (1679)
- Le dépit amoureux, (ouverture) (1679, Musik verloren)
- Psyché (1684, Musik verloren)

### Interludes (Intermezzi)
- Le triomphe des dames (Der Triumph der Damen) (1676, Musik verloren)
- La pierre philosophale (Der philosophische Stein) H.501 (1681)
- Endymion H.502 (1681)

### Geistliche Vokalmusik
- Te Deum C-Dur für acht Stimmen (H.145) (1670)
- Te Deum D-Dur (H.146) (1690)
- Te Deum für vier Stimmen (H.147) (1690)
- Te Deum für vier Stimmen (H.148) (1698)
- Messe H.1 (1670 ?)
- Messe pour les Trépassés à 8 H.2 (1670)
- Messe à 8 voix et 8 violons et flûtes H.3 (1670)
- Messe à 4 choeurs H.4 (1670 ?)
- Messe pour le Port-Royal H.5 (1680)
- Messe à 4 voix, 2 violons, 2 flûtes, 2 hautbois pour Mr Mauroy H.6 (1690)
- Messe des morts à 4 voix H.7 (1690)
- Messe pour le samedi de Pâques à 4 voix H.8
- Messe de minuit H.9 – Hierbei handelt es sich um eine Parodiemesse, d. h. eine Messe, die eine bereits bestehende Melodie als cantus firmus beinhaltet. Charpentier greift hier auf eine Technik zurück, die bereits in der vierten Generation der franko-flämischen Komponisten (1520–1550) Verwendung fand. Er arbeitet mehrere weltliche cantus-firmi in jeden Satz mit ein, die er aus damaligen bekannten Weihnachtsliedern (Noëls) übernommen hat.
- Messe des morts à 4 voix & symphonie H.10 (1695)
- Assumpta est Maria: Missa sex vocibus cum simphonia H.11 (1699)

- 10 Magnificat H.72–H.81
- 207 Motetten H.233–H.439
  - Pestis Mediolanensis H.398 (1670)
  - Mors Saülis et Jonathae H.403 (1680)
  - Canticum in nativitatem Domini H.393 (1670)
  - In Nativitatem D. N. J. C. Canticum H.414 (1683–1685)
  - In nativitatem Domini canticum H.416 (1680)
  - In nativitate Domini Nostri Jesu Christi canticum H.421(1698 - 99)
  - Dialogus inter angelos et pastores Judeae in nativitatem Domini H.420 (1690)
  - Caecilia virgo et martyr H.415 & H.415 a (1686)
  - Caecilia virgo et martyr H.413 (1683 - 85)
  - Caecilia virgo et martyr octo vocibus H.397 (1670)
  - Judicium Salomonis H.422 (1702)
- 84 psaume H.149-H.232
- 54 Leçons de Ténèbres, Répons H.91–H.144

### Instrumental
- Symphonie pour un reposoir H.508 (1670)
- Messe pour plusieurs instruments au lieu des orgues H.513 (1670)
- Offerte pour l'orgue et pour les violons, flûtes et hautbois H.514 (1670)
- Symphonie pour un reposoir H.515 (1670)
- Prélude, menuet et Passepied pour les flûtes et hautbois  devant l'ouverture H520 (1679)
- Noël pour les instruments H.531 (1680)
- Noël sur les instruments H.534 (1690)
- Concert pour 4 parties de violes H.545 (1680 - 81)
- Sonate à 8 H.548 (?)
- Sinfonien (Musik verloren)

### Theoretische Werke
- Remarque sur les messes à 16 parties d'Italie (H.549) 1670
- Règles de Composition par Mr Charpentier (H.550) 1692 ?. In deutscher Übersetzung: Regeln für die Komposition. Übertragung aus dem Französischen von Otto Eckle. Opus, Frankfurt am Main 2013, ISBN 978-3-934263-05-5 (urn:nbn:de:hebis:30:3-317006).
- Abrégé des règles de l’accompagnement de Mr Charpentier (H.551) 1692.

## Eponyme
1999 wurde der Asteroid (9445) Charpentier nach ihm benannt.